# So Long, My Son
Pour plus de détails, voir Fiche technique et Distribution.
So Long, My Son (地久天长, Dì jiǔ tiān cháng) est un film chinois réalisé par Wang Xiaoshuai, sorti en 2019.

## Synopsis
Trente ans de la vie d'une famille chinoise, des années 1980 aux années 2010, marquée par un deuil soudain.
Au début des années 1980, Yaojun et Liyun, ouvriers dans une usine, sont les heureux parents d'un fils, Liu Xing, surnommé Xingxing. La sœur de Yaojun, Li Haiyan, a elle aussi un fils, Haohao, qui est né le même jour que Liu Xing.  
Lorsque Liyun se rend compte qu'elle est enceinte d'un deuxième enfant, le couple tente de dissimuler sa grossesse, mais Li Haiyan, qui est responsable du planning familial dans leur usine, la contraint à avorter. En raison de la politique de l'enfant unique, le couple n'est en effet pas autorisé à avoir un deuxième enfant. À la suite de complications, Liyun devient alors stérile.  
Lorsque leur fils Liu Xing se noie accidentellement dans un lac de barrage, Yaojun et Liyun sont dévastés, et Li Haiyan développe un sentiment de culpabilité. 
Yaojun et Liyun déménagent et vont s'installer dans le sud de la Chine, dans la province du Fujian. Ils adoptent un garçon qu'ils surnomment également Xingxing, qui devient un adolescent difficile qui finit par fuguer.
Li Haiyan, malade et en fin de vie et désirant leur demander pardon, invite Yaojun et Liyun à revenir la voir dans leur ville natale, qu'ils reconnaissent à peine après tant de développement urbain. Puis Haohao, devenu médecin, leur avoue sa responsabilité dans la noyade accidentelle de Liu Xing : c'est lui qui a poussé Liu Xing dans l'eau, car les autres enfants présents se moquaient de lui, et qu'il avait honte.
Après cette révélation, Liu Yaojun et Wang Liyun reçoivent un appel téléphonique de leur fils adoptif leur disant qu'il revient les voir avec sa nouvelle petite amie.

## Fiche technique
- Titre original : 地久天长, Dì jiǔ tiān cháng
- Titre français et international : So Long, My Son[2]
- Réalisation : Wang Xiaoshuai
- Scénario : Wang Xiaoshuai et Ah Mei
- Photographie : Kim Hyun Seok
- Pays d'origine : Chine
- Format : Couleurs - 35 mm
- Genre : drame
- Durée : 185 minutes
- Dates de sortie :
  - Allemagne : 14 février 2019 (Berlinale 2019)
  - France : 3 juillet 2019
  - Belgique : 24 juillet 2019

## Distribution
- Wang Jingchun : Liu Yaojun
- Yong Mei : Wang Liyun
- Xi Qi : Shen Moli
- Wang Yuan : Liu Xing
- Du Jiang : Shen Hao
- Ai Liya : Li Haiyan

## Distinctions

### Récompenses
- Berlinale 2019 : Ours d'argent du meilleur acteur pour Wang Jingchun et Ours d'argent de la meilleure actrice pour Yong Mei[3].
- Festival international du film de Minsk Listapad 2019 : prix de la meilleure photographie pour Kim Hyun-seok[4]

### Sélections
- Festival du film de Cabourg 2019 : sélection en section Panorama
- Festival international du film de Saint-Sébastien 2019 : sélection en section Perles (Perlak)

## À propos du titre
地久天长 (Dì jiǔ tiān cháng), littéralement « terre ancienne ciel vaste » est un idiome de Lao Tseu généralement compris comme « perdurer aux côtés de la création », et véhicule ainsi l'idée d'éternel.